# Masing-Preis

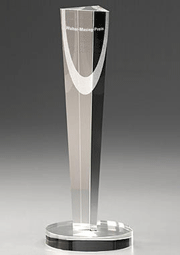
Masingpreis als Skulptur

Der Walter-Masing-Preis ist ein Förderpreis für personenbezogene Spitzenleistungen im deutschen Qualitätsmanagement. Er wird von der DGQ für herausragende Arbeiten verliehen, die sich in Theorie und Praxis mit neuesten Erkenntnissen aus dem Qualitätsmanagement auseinandersetzen. Zusammen mit dem Ludwig-Erhard-Preis ist er  Teil der DGQ-Strategie zur Förderung von Spitzenleistung.
Dieser Masing-Preis ist zu unterscheiden von dem Masing-Gedächtnispreis der Deutschen Gesellschaft für Materialkunde (DGM), der 1957 gestiftet wurde.

## Namensgeber
Walter Masing (1915–2004) war eine Persönlichkeit des Qualitätsmanagements. Er war Ehrenvorsitzender der Deutschen Gesellschaft für Qualität (DGQ), Gründungspräsident und ständiges Präsidiumsmitglied der European Organization for Quality (EOQ), Präsident der International Academy for Quality (IAQ) und knapp 20 Jahre lang bis 1983 Vorsitzender der DGQ. Er veröffentlichte zahlreiche Aufsätze und Bücher, unter anderem das Standardwerk Masing Handbuch Qualitätsmanagement. Für seine besonderen Leistungen wurde er mit dem Bundesverdienstkreuz am Bande und 1. Klasse ausgezeichnet.

## Voraussetzungen
Der Wettbewerb wird öffentlich ausgeschrieben. Die eingehenden Arbeiten sollen sich mit einem Thema aus dem Gesamtbereich der Qualität beschäftigen, das dann der Allgemeinheit zugutekommt. Eingereicht werden können selbständige Forschungs- und Entwicklungsarbeiten oder
Darstellungen  einer richtungsweisenden praktischen Lösung.
Gruppenarbeiten sind ebenfalls zugelassen. Die Ausarbeitungen müssen in deutscher Sprache und eigens für diesen Wettbewerb verfasst sein. Sie sollen nicht früher als drei Jahre vor dem Einreichungstermin verfasst und bis spätestens zum 30. April des jeweiligen Jahres eingereicht worden sein. Für die Bewertung der eingereichten Arbeiten gelten folgende Hauptkriterien:
1. Originalität
2. Bedeutung für Praxis oder Forschung und Lehre
3. Behandlung des Themas
4. Darstellung und Form

## Verleihung des Preises
Mit diesem alle zwei Jahre vergebenen Förderpreis will die DGQ den wissenschaftlichen und unternehmerischen Nachwuchs motivieren, neue Ideen und Erkenntnisse auf dem Gebiet des Qualitätsmanagements zu entwickeln. Einzelpersonen bzw. Teams sollen veranlasst werden, sich mit dem Gedankengut der Qualität intensiv auseinanderzusetzen und ihr erworbenes Wissen der Allgemeinheit zugutekommen zu lassen.
Die Auszeichnung ist mit 10.000 € dotiert. Die Preisverleihung erfolgt im Rahmen einer DGQ- oder FQS-Tagung. Die Bekanntgabe des Preisträgers und die Veröffentlichung des Beitrages wird in einer für die Förderung von Spitzenleistung unterstützenden Form vorgenommen.

## Preisträger
2014: Miriam Jacobs (Gilead Sciences), Nadine Schlüter (Bergische Universität Wuppertal)
2013: Andrés Lasagni
2012: Swen Günther (TU Dresden), Mark Spingler (RWTH Aachen)
2010: Armin Janß (RWTH Aachen), Matthias Schlipf (Q-DAS)
2007: Jens Braband (Siemens AG)
2004: Martin Tillmann (Fraunhofer-Institut für Produktionstechnologie)
2002: Sandra Scheermesser (Fraunhofer-Institut für Produktionstechnologie)
1998: Jürgen H. Bremer (Fraunhofer-Institut für Produktionsanlagen und Konstruktionstechnik)
1996: Detlef Butterbrodt (TU Berlin)
1994: Thomas Zenner (RWTH Aachen)
1992: Hans W. Kolligs (Rockwell Golde GmbH), Josephine Dunthorne und Carl Worms (strässle Technische Informationssystem AG)
1990: Thomas Wolter (Siemens AG)
1988: Wilfried Oelmann (item communication GmbH)
1986: Arno Leisen (Leisen Unternehmensberatung)